# Veronique Peck
Veronique Passani (París, 5 de febrero de 1932 - Los Ángeles, 17 de agosto de 2012) fue una filántropa y periodista francesa radicada en Estados Unidos. Estuvo casada con el actor, activista político y filántropo Gregory Peck hasta su muerte en 2003.
Nacida en París, Francia, la madre de Passani era una artista y escritora, mientras que su padre era un arquitecto. Ella comenzó su carrera como periodista en France Soir, un diario francés. Conoció a Gregory Peck, mientras realizaba una entrevista de France Soir en 1953. La pareja se casó el 31 de diciembre de 1955, poco después del divorcio de Peck de su primera esposa, Greta Kukkonen. Veronique Peck se convirtió en ciudadana naturalizada de los EE. UU. en 1976.

## Muerte
Veronique Peck murió de una dolencia cardiaca en su casa de Los Ángeles el 17 de agosto de 2012, a los 80 años. Le sobrevivieron dos hijos, la cineasta Cecilia Peck, y el guionista Anthony Peck, y tres nietos, y su hermano, el Dr. Cornelius Passani.